# Liste der Stolpersteine in Hoya
Die Liste der Stolpersteine in Hoya enthält alle Stolpersteine, die im Rahmen des gleichnamigen Projekts von Gunter Demnig in Hoya verlegt wurden. Mit ihnen soll an Opfer des Nationalsozialismus erinnert werden, die in Hoya lebten und wirkten.
 Bisher wurden 33 Stolpersteine verlegt.
- 20. April 2007 3 Steine
- 18. Mai 2010 15 Steine
- 28. Mai 2013 15 Steine

## Stolpersteine in Hoya
| Adresse         | Verlege- datum | Person, Inschrift | Bild                                                  | Anmerkung |
| --------------- | -------------- | --- | ----------------------------------------------------- | --------- |
| Deichstraße 16  | 28. Mai 2013   | Hier wohnte Ernst Elias Jg. 1920 Flucht 1939 USA überlebt                                                                                             | Stolperstein Hoya Deichstraße 16 Ernst Elias          |           |
| Deichstraße 16  | 18. Mai 2010   | Hier wohnte Julius Elias Jg. 1873 deportiert 1942 Theresienstadt ermordet                                                                             | Stolperstein Hoya Deichstraße 16 Julius Elias         |           |
| Deichstraße 16  | 18. Mai 2010   | Hier wohnte Grete Elias geb. London Jg. 1890 deportiert 1942 Theresienstadt ermordet in Auschwitz                                                     | Stolperstein Hoya Deichstraße 16 Grete Elias          |           |
| Deichstraße 16  | 18. Mai 2010   | Hier wohnte Adolf Elias Jg. 1922 deportiert 1942 Auschwitz ermordet 1945 in Dachau                                                                    | Stolperstein Hoya Deichstraße 16 Adolf Elias          |           |
| Deichstraße 28  | 20. Apr. 2007  | Hier wohnte Ella Cohn geb. Elia Jg. 1875 deportiert 1942 Theresienstadt ermordet 11.8.1942                                                            | Stolperstein Hoya Deichstraße 28 Ella Cohn            |           |
| Deichstraße 28  | 20. Apr. 2007  | Hier wohnte Max Cohn Jg. 1871 deportiert 1942 Theresienstadt ermordet in Minsk                                                                        | Stolperstein Hoya Deichstraße 28 Max Cohn             |           |
| Deichstraße 79  | 18. Mai 2010   | Hier wohnte Max Bieber Jg. 1873 deportiert 1942 Theresienstadt ermordet in Minsk                                                                      | Stolperstein-Hoya-7a                                  |           |
| Deichstraße 79  | 18. Mai 2010   | Hier wohnte David Magnus Jg. 1853 deportiert 1942 Theresienstadt ermordet                                                                             | Stolperstein Hoya Deichstraße 79 David Magnus         |           |
| Deichstraße 79  | 18. Mai 2010   | Hier wohnte Jenny Magnus geb. Löwenstein Jg. 1863 deportiert 1942 Theresienstadt ermordet                                                             | Stolperstein Hoya Deichstraße 79 Jenny Magnus         |           |
| Deichstraße 79  | 18. Mai 2010   | Hier wohnte Käthe Magnus Jg. 1901 deportiert 1942 Getto Warschau ermordet                                                                             | Stolperstein Hoya Deichstraße 79 Käthe Magnus         |           |
| Deichstraße 98  | 28. Mai 2013   | Hier wohnte Philipp Löwenstein Jg. 1893 'Schutzhaft’ 1938 Buchenwald Flucht 1939 Bolivien überlebt                                                    | Stolperstein Hoya Deichstraße 98 Phillip Löwenstein   |           |
| Deichstraße 98  | 28. Mai 2013   | Hier wohnte Dr. Henny Löwenstein geb. Leeser Jg. 1897 Flucht 1939 Bolivien überlebt                                                                   | Stolperstein Hoya Deichstraße 98 Henny Löwenstein     |           |
| Feldstraße 4    | 28. Mai 2013   | Hier wohnte Kurt Deichmann Jg. 1913 deportiert 1941 Minsk ermordet                                                                                    | Stolperstein Hoya Feldstraße 4 Kurt Deichmann         |           |
| Feldstraße 4    | 28. Mai 2013   | Hier wohnte Johanne Harf Jg. 1879 deportiert 1942 Getto Warschau ermordet                                                                             | Stolperstein Hoya Feldstraße 4 Johanne Harf           |           |
| Feldstraße 4    | 18. Mai 2010   | Hier wohnte Willi Deichmann Jg. 1883 deportiert 1942 Theresienstadt ermordet in Auschwitz                                                             | Stolperstein Hoya Feldstraße 4 Willi Deichmann        |           |
| Feldstraße 4    | 18. Mai 2010   | Hier wohnte Rosa Deichmann geb. Harf Jg. 1882 deportiert 1942 Theresienstadt ermordet in Auschwitz                                                    | Stolperstein Hoya Feldstraße 4 Rosa Deichmann         |           |
| Lange Straße 10 | 28. Mai 2013   | Hier wohnte Max Blumenthal Jg. 1884 gedemütigt/entrechtet Tot 6.2.1938                                                                                | Stolperstein Hoya Lange Straße 10 Max Blumenthal      |           |
| Lange Straße 10 | 28. Mai 2013   | Hier wohnte Ruth Blumenthal geb. Moses Jg. 1908 Flucht 1933 Holland interniert Westerborg deportiert 1944 Bergen-Belsen befreit aus Todeszug überlebt | Stolperstein Hoya Lange Straße 10 Ruth Blumenthal     |           |
| Lange Straße 10 | 20. Apr. 2007  | Hier wohnte Walter Blumenthal Jg. 1897 deportiert 1944 Bergen-Belsen Theresienstadt befreit 1945 Tot an Typhus 7.6.1945                               | Stolperstein-Hoya-4a                                  |           |
| Lange Straße 10 | 28. Mai 2013   | Hier wohnte Zerline Blumenthal geb. Josephs Jg. 1865 gedemütigt/entrechtet Tot 18.2.1938                                                              | Stolperstein Hoya Lange Straße 10 Zerline Blumenthal  |           |
| Lange Straße 51 | 28. Mai 2013   | Hier wohnte Hedwig Deichmann geb. Rosenbaum Jg. 1882 deportiert 1942 Getto Warschau ermordet                                                          | Stolperstein Hoya Lange Straße 51 Hedwig Deichmann    |           |
| Lange Straße 51 | 28. Mai 2013   | Hier wohnte Henny Kahn geb. Deichmann Jg. 1881 Flucht 1938 Luxemburg interniert deportiert 1941 Theresienstadt 1944 Auschwitz ermordet                | Stolperstein Hoya Lange Straße 51 Henny Kahn          |           |
| Lange Straße 51 | 28. Mai 2013   | Hier wohnte Julius Deichmann Jg. 1847 gedemütigt/entrechtet Tot 21.3.1939                                                                             | Stolperstein Hoya Lange Straße 51 Julius Deichmann    |           |
| Lange Straße 51 | 18. Mai 2010   | Hier wohnte Siegfried Deichmann Jg. 1877 deportiert 1942 Getto Warschau ermordet                                                                      | Stolperstein Hoya Lange Straße 51 Siegfried Deichmann |           |
| Lange Straße 55 | 28. Mai 2013   | Hier wohnte Helmut Beermann Jg. 1922 unfreiwillig verzogen 1940 Berlin gedemütigt/entrechtet tot 20.11.1941                                           | Stolperstein Hoya Lange Straße 55 Helmut Beermann     |           |
| Lange Straße 55 | 28. Mai 2013   | Hier wohnte Emma Meyberg geb. Löwenstein Jg. 1865 gedemütigt/entrechtet tot 15.4.1940                                                                 | Stolperstein Hoya Lange Straße 55 Emma Meyberg        |           |
| Lange Straße 55 | 18. Mai 2010   | Hier wohnte Julius Beermann Jg. 1886 deportiert 1942 Getto Warschau ermordet                                                                          | Stolperstein-Hoya-2a                                  |           |
| Lange Straße 55 | 18. Mai 2010   | Hier wohnte Ingeborg Beermann Jg. 1926 deportiert 1942 Getto Warschau ermordet                                                                        | Stolperstein-Hoya-2b                                  |           |
| Lange Straße 55 | 18. Mai 2010   | Hier wohnte Hedwig Beermann geb. Meyberg Jg. 1880 deportiert 1942 Getto Warschau ermordet                                                             | Stolperstein-Hoya-2c                                  |           |
| Lange Straße 87 | 18. Mai 2010   | Hier wohnte Ludwig Behrens Jg. 1905 deportiert 1941 Riga ermordet                                                                                     | Stolperstein Hoya Lange Straße 87 Ludwig Behrens      |           |
| Lange Straße 87 | 18. Mai 2010   | Hier wohnte Adolf Behrens Jg. 1863 Tot 29.10.1941 Hannover                                                                                            | Stolperstein Hoya Lange Straße 87 Adolf Behrens       |           |
| Lange Straße 87 | 28. Mai 2013   | Hier wohnte Alfred Behrens Jg. 1899 deportiert 1942 Getto Warschau ermordet                                                                           | Stolperstein Hoya Lange Straße 87 Alfred Behrens      |           |
| Lange Straße 87 | 28. Mai 2013   | Hier wohnte Klara Behrens geb. Wolf Jg. 1870 Tot 16.9.1941                                                                                            | Stolperstein Hoya Lange Straße 87 Klara Behrens       |           |